# English Breakfast tea

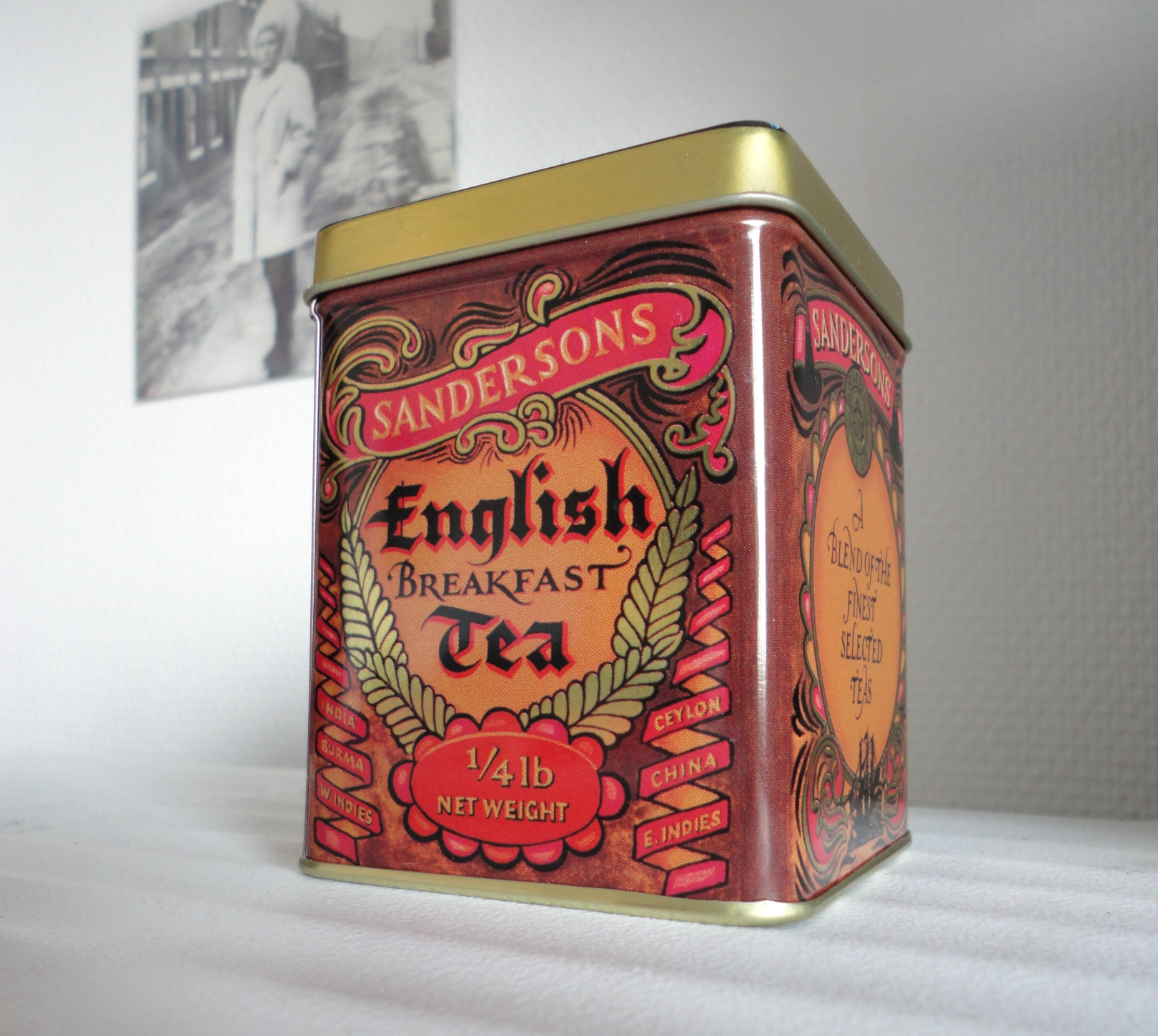
En burk med Sandersons English Breakfast tea

English Breakfast Tea är ett svart te som är blandat för att passa med mjölk och socker och för att ingå i en riktig brittisk frukost. Det är den vanligaste tesorten i Storbritannien. De svarta teer som finns i blandningen brukar vara assam-te, ceylon-te och kenyanska tesorter. I dyrare teer finns ibland tesorten Keemun. Det finns många vanliga märken av English Breakfast Tea.